# Carl Nordling
Carl Leif Arne Nordling, född 6 februari 1931 i Kanada, död 1 april 2016 i Gottsunda församling, Uppsala län
, var en svensk fysiker.
Nordling disputerade 1959 vid Uppsala universitet och blev senare professor i atom- och molekylfysik i Uppsala.
Han var ledamot av Vetenskapssocieteten i Uppsala och av Vetenskapsakademien. Han var även under en period ordförande i Nobelkommittén för fysik. Nordling författade en formel- och tabellsamling  som sedermera i samarbete med studenten Jonny Österman utökades och översattes till engelska.